# Pont Vieux (Espalion)
Pour les articles homonymes, voir Pont Vieux.
Le Pont Vieux est un pont situé en France sur la commune d'Espalion, dans le département de l'Aveyron, en région Occitanie.
Il fait l'objet de protections aux titres des monuments historiques et des chemins de Saint-Jacques-de-Compostelle en France, en tant que Patrimoine mondial.

## Localisation
Le Pont Vieux est un pont uniquement piétonnier, franchissant le Lot dans la ville d'Espalion, dans le quart nord-est du département de l'Aveyron.

## Description
Le pont comporte quatre travées. De la rive gauche vers la rive droite, les ouvertures des arches mesurent : 12,60 - 15,50 - 12,55 - 8,20 m et les piles ont une épaisseur de : 3,68 - 3,77 - 5,85 m. Sa largeur est de 4,90 m.
Les avant-becs et les arrière-becs des deux piles centrales sont triangulaires et remontent jusqu'au parapet, formant au niveau de la chaussée des espaces de sécurité pour les piétons. Le pont a été construit en grès rouge, hormis les parapets. Sur l'un de ces espaces a été érigée en 1728 une croix métallique.

## Historique

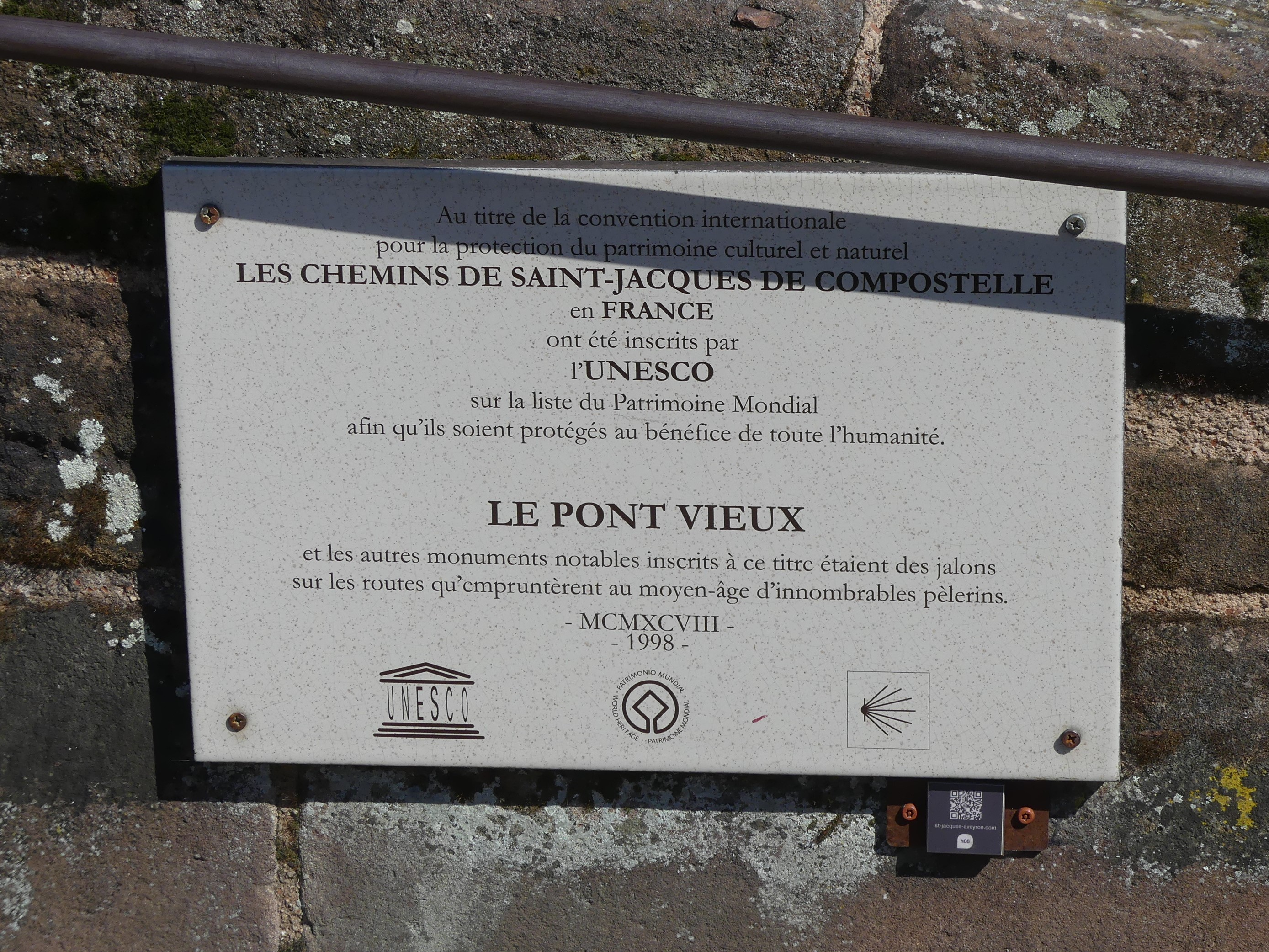
Panneau du patrimoine mondial.

La réalisation d'un premier pont est attribuée à Charlemagne, en 780. Ce pont est mentionné pour la première fois dans un acte de donation des seigneurs de Calmont, charte datée de l'an 1060 se trouvant dans le cartulaire de l'abbaye de Conques. Le baron de Conques donna à cette abbaye une part du péage perçu sur le passage du sel depuis la Méditerranée vers l'Aubrac et les fromageries des monts du Cantal. Ce pont est à l'origine de la ville, bâtie autour de son chemin d'accès, Espalion étant dotée au Moyen Âge et dans l'Ancien Régime du plus important entrepôt de sel du Rouergue.
L'élévation en dos d'âne du pont implique une construction postérieure au XIe siècle. De plus les ponts à arche brisée ne deviennent courants en France qu'à partir du XIIIe siècle. Ce type d'arche est utilisé jusqu'au XVIe siècle comme c'est le cas pour le pont d'Estaing, reconstruit en 1510. Il a des dispositions analogues aux ponts d'Entraygues-sur-Truyère. On sait que le pont d'Espalion a été construit avant le pont Notre-Dame d'Entraygues, et pour ce dernier, qu'en 1269 l'archevêque de Bourges demande aux ecclésiastiques de son ressort de contribuer à son achèvement. Les arches les plus anciennes doivent dater du XIIIe siècle.
Ce pont gothique était autrefois fortifié. Il comportait alors trois tours, une au milieu et les deux autres aux extrémités, qui abritaient un poste de garde, et il était défendu par des ponts-levis à ses extrémités. Celui de la rive droite a été construit en 1588. Côté droit, la pile de rive est plus épaisse que les autres piles car elle supportait la tour de l'extrémité rive droite. Au début du XVIIIe siècle, la tour en rive gauche a été démolie, en même temps que les maisonnettes, disposées en encorbellement de chaque côté et démolies en 1699.
Le pont comporte quatre arches, dont trois possèdent des archivoltes à triple rouleau. Les deux premiers rouleaux sont d'origine. L'archivolte supérieure en saillie de 35 cm avec un profil en quart de cercle est la conséquence d'un élargissement de la chaussée vers 1730, quand elle est passée de 3,66 m à 4,35 m entre les parapets.
Jusqu'au XVIIe siècle son franchissement entraînait le paiement d'un droit de péage.
La dernière arche, en rive droite, est en plein cintre et a été reconstruite après la suppression du pont-levis, en 1724.
L'édifice est classé au titre des monuments historiques depuis le 9 mars 1888, et au Patrimoine mondial de l'UNESCO en 1998, au titre des chemins de Saint-Jacques-de-Compostelle en France.

## Galerie

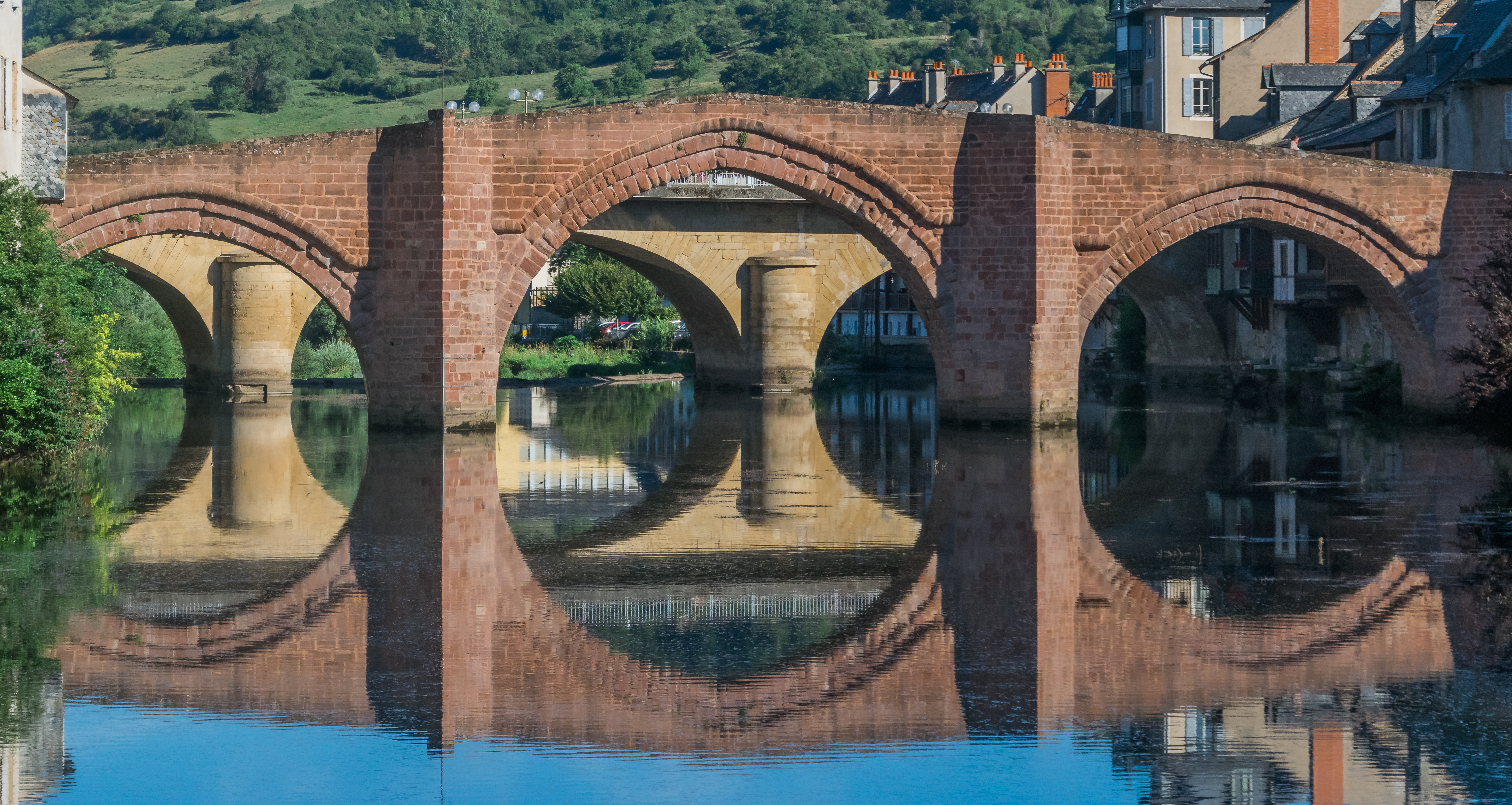
Vu depuis l'amont, avec le Pont neuf en arrière-plan.
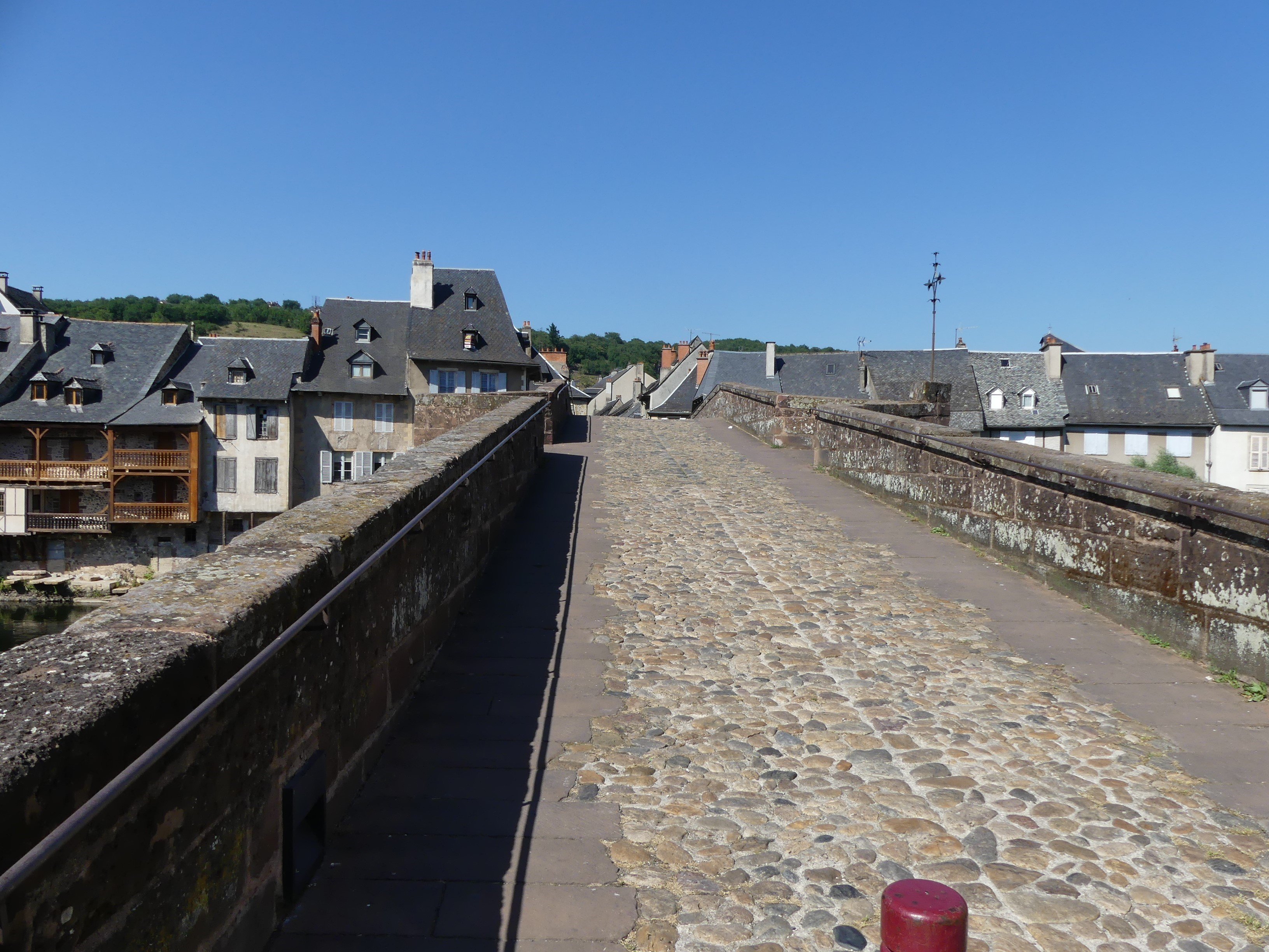
La chaussée depuis la rive gauche.
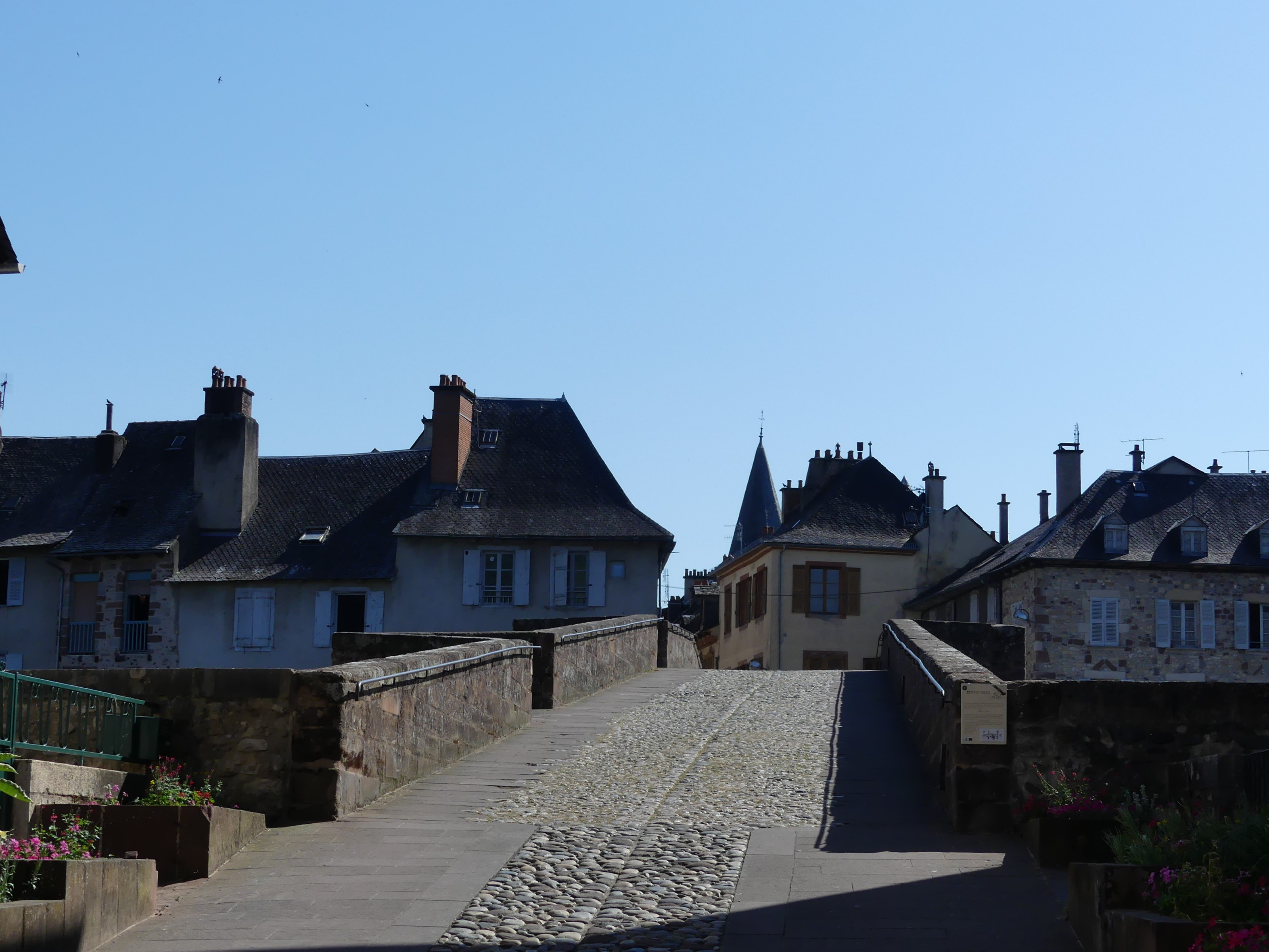
La chaussée depuis la rive droite.
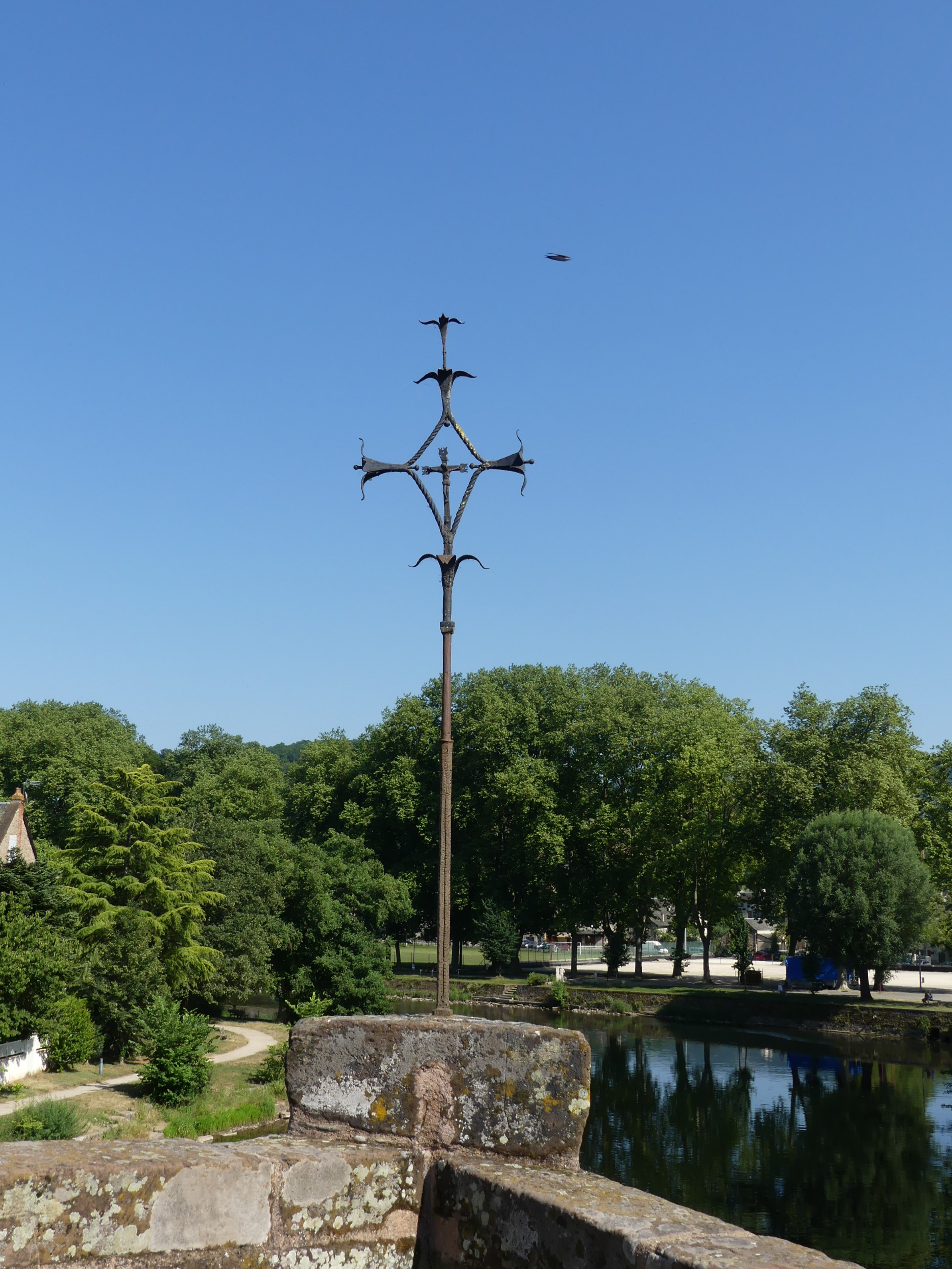
La croix au milieu du pont.
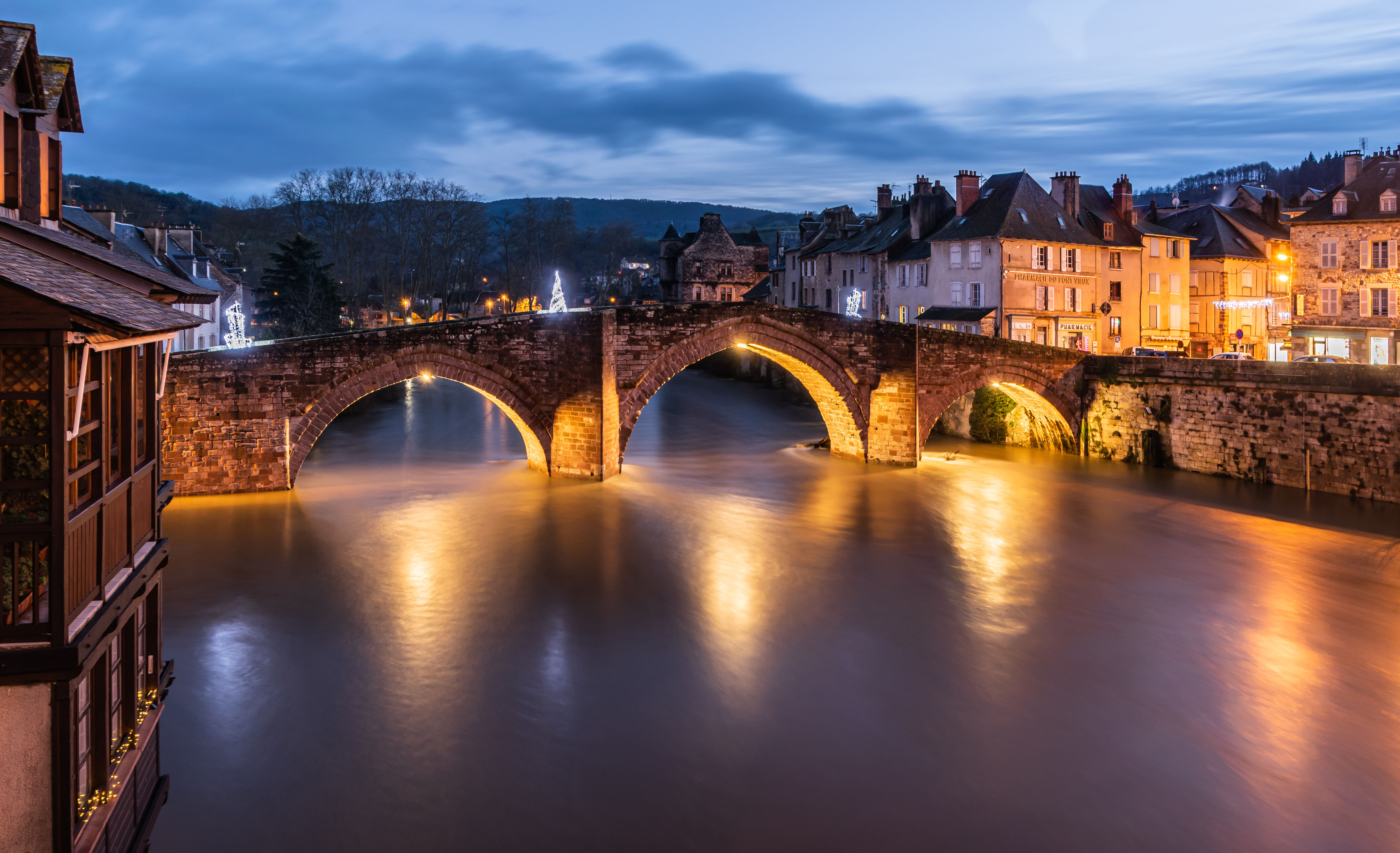
Vue du vieux pont la nuit.
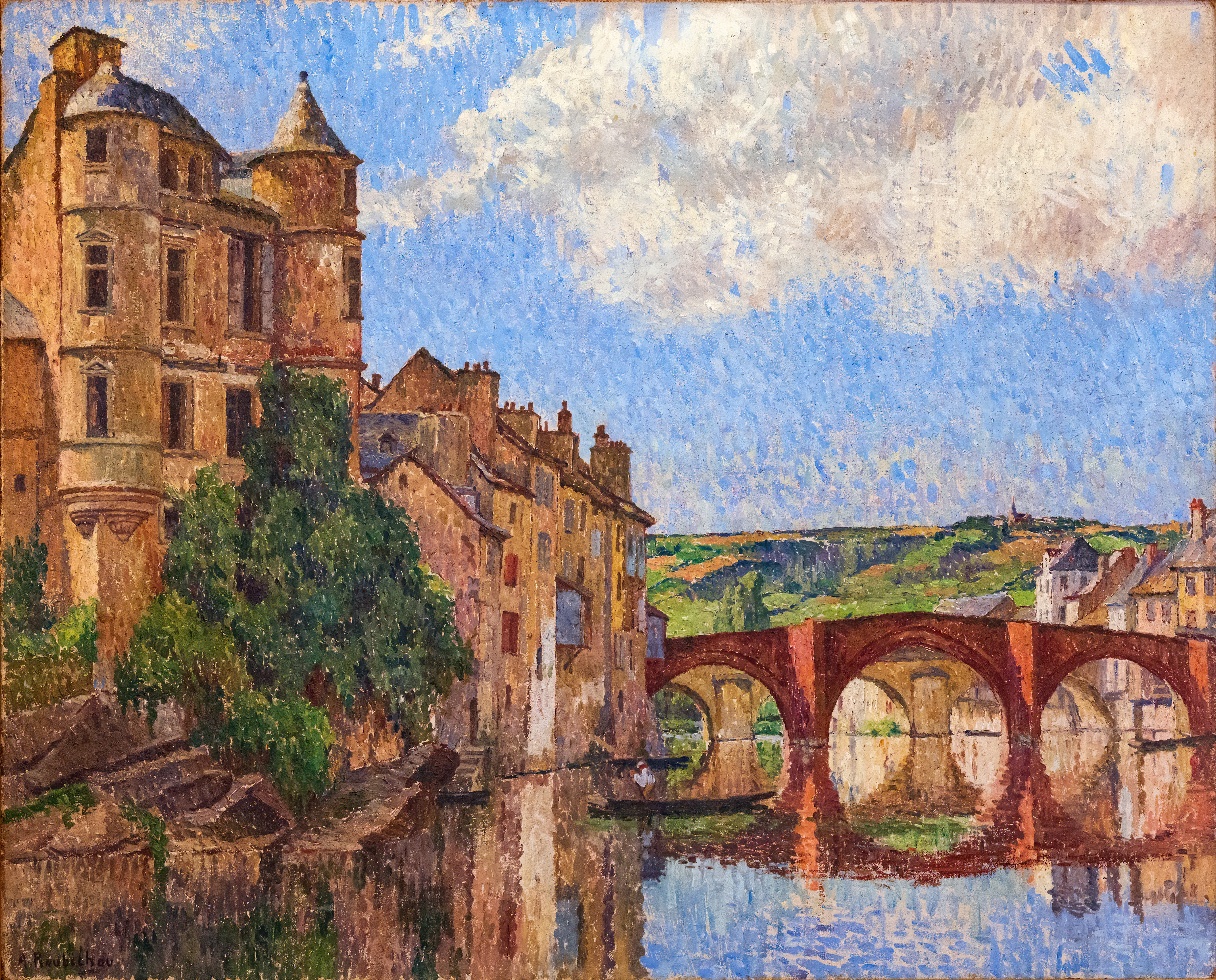
Le pont Vieux par Alphonse Roubichou 1930 - musée des Beaux-Arts de Gaillac.